# Marie Le Gac-Salonne
 (mars 2018).
Pour les articles homonymes, voir Le Gac.
Marie Le Gac-Salonne, née le 1er février 1878 à Morlaix (Finistère) et morte le 3 décembre 1974 à Plancoët (Côtes-du-Nord), est une journaliste et militante féministe française. Elle est pionnière du féminisme en Bretagne. Elle s'engagera d'abord sous le nom de Marie Salonne-Le Gac puis inversera les deux noms, mettant son nom de naissance en avant.
Elle a écrit de nombreux articles sous le pseudonyme de Djénane sur de nombreux sujets tels que le mariage des filles et des garçons. 
Elle devient en 1912 déléguée des Côtes-du-Nord de l'Union française pour le suffrage des femmes.

## Enfance et mariage
Marie Le Gac-Salonne naît à Morlaix (29) en 1878 dans une famille bourgeoise et catholique. Seul son père, républicain et progressiste, s'attache à ce que sa fille reçoive une instruction. 
Elle fait un mariage de raison avec un notaire. Ils ont deux filles, qu'elle instruit elle-même. Son foyer baigne dans un climat intellectuel et artistique, l'aînée devenant poétesse, la seconde peintre, alors que Marie Le Gac-Salonne prise les travaux d'aiguille. Elle tient un journal intime.

## Militante féministe bretonne
Militante du féminisme de la première vague, elle s'engage pour la cause féministe en devenant journaliste en 1905. En effet, elle écrit une centaine d'articles dans des journaux régionaux et nationaux sous le pseudonyme de Djenane et à l'insu de son mari. Elle démonte dans ses articles les clichés de l'époque : les femmes auraient un plus petit cerveau, seraient plus hystériques, doivent donc se cantonner à la sphère privée, etc. Marie Le Gac-Salonne est toutefois modérée, ce que les thèmes de ses articles montrent : elle parle du mariage, de l'éducation des filles et des garçons, des servitudes vestimentaires, de l'alcoolisme, etc. Ces articles apportent un vrai éclairage sur les grandes questions l'époque.
En 1912, elle organise à Plancoët une conférence de l'Union française pour le suffrage des femmes (UFSF), organisation à laquelle elle a adhéré dès sa création en 1909. Elle en devient la déléguée pour les Côtes-du-Nord en 1912. Elle anime alors des réunions publiques afin de créer des groupes féministes dans les Côtes-du-Nord et le Finistère pendant plus de 25 ans. Elle prend alors la parole en public et ne peut donc plus rester anonyme. Son engagement à visage découvert est problématique puisque le féminisme est alors synonyme de déchéance sociale dans les mentalités conservatrices locales. Son mari notaire perd de nombreux clients et doit fermer son cabinet. Il crée à la suite de la fermeture de son cabinet la source Sassay, productrice d'eau minérale à Plancoët. 
Malgré ses visions conservatrices à propos du ménage, du divorce et de la place des femmes au foyer et à l'éducation des enfants, elle défie les préjugés de son temps à l'égard des filles-mères et des enfants naturels. Malgré cet engagement contre bon nombre de préjugés, « Marie Le Gac-Salonne reste une femme de son temps et non en avance de son temps ». Sa représentation des rôles sexués ou de la sexualité sont marqueurs de son attachement à la tradition ; en effet, la place des femmes est selon elle au foyer et à l'éducation des enfants, elle écarte aussi toute idée de la sexualité en dehors de la procréation. Elle défend la mixité scolaire, pour amener les garçons à considérer les filles comme leurs égales, mais ne remet pas en cause l'apprentissage de matières dites féminines (couture, etc.). Le mariage est pour elle une institution nécessaire, à la condition que les époux se respectent et se comportent en égaux.
Elle adhère à onze associations de bienfaisance pour défendre la veuve et l'orphelin, alliant ainsi ses paroles et ses actes. Elle s'engage particulièrement durant la Première Guerre mondiale, où elle soutient avec patriotisme l'Union sacrée.
Déléguée régionale de l'Union nationale pour le suffrage des femmes, elle est appréciée par Cécile Brunschvicg, sa présidente. Elle compte parmi ses amis Yves Le Febvre, homme de lettres et écrivain breton, fondateur de la revue La Pensée bretonne et Augustin Hamon, philosophe et précurseur de la psychologie sociale.  
Elle défend ses idées avec opiniâtreté et s'éloigne parfois de la ligne directrice de l'UFSF, comme par exemple en défendant le droit à l'avortement en cas de viol. Avec d'autres féministes, elle peut se targuer d'avoir obtenu quelques victoires sur des sujets qu'elle a défendus dans ses articles : la liberté pour les femmes de disposer d'un salaire, du congé maternité, de la recherche de paternité et plus tard d'obtenir la nomination des femmes au gouvernement. Ses articles sur les manières de s'habiller, de circuler dans l'espace public et de voyager donnent matière à réflexion. Son engagement a valeur d'exemple dans la France et la Bretagne du premier XXe siècle, qui rechigne à donner aux femmes des moyens de s'exprimer. Néanmoins, elle souffre d'être considérée par d'autres féministes parisiennes, les plus en vue, comme une féministe de seconde zone. Les rencontrer l'enrichit certes d'un point de vue militant, mais elle se sent un peu étrangère. Alors qu'en Bretagne, Marie Le Gac-Salonne fait figure de pionnière, la plupart des Bretonnes considérant qu'accorder le droit de vote aux femmes serait vulgaire et l'étiquette « féministe » fait scandale. Il faut beaucoup de courage à Marie Le Gac-Salonne pour mener ce combat. 
À Plancoët, alors qu'elle s'est engagée durant 40 ans dans les œuvres de bienséance locales (elle enrichit ainsi la bibliothèque communale de nombreux ouvrages), elle ne reçoit que très peu de voix aux élections municipales de 1945, lors desquelles elle s'était présentée. 
Elle aspire, après la Seconde Guerre mondiale, à une retraite paisible dans la campagne bretonne. Mais elle perd prématurément sa fille, l'écrivaine Marie-Paule Salonne en 1947. En 1952, elle devient aveugle.  
Elle meurt le 3 décembre 1974 à Plancoët (Côtes-du-Nord) à l'âge de 96 ans.

## Mémoire et archives
Marie Le Gac-Salonne sort de l'ombre en 1997 grâce à Jacqueline Reux-Maymil qui consacre un article à cette figure dans une revue bretonne. 
Un fonds documentaire important est conservé sur Marie Le Gac-Salonne aux archives départementales et à la bibliothèque de Saint-Brieuc, qui a servi de base à la biographie écrite par l'autrice Isabelle Le Boulanger dans la collection Archives du féminisme : À l'origine du féminisme en Bretagne, Marie Le Gac-Salonne.